# A Woman's Resurrection
A Woman's Resurrection er en amerikansk stumfilm fra 1915 af J. Gordon Edwards.

## Medvirkende
- Mathilde Brundage som Sophia Ivanovna.
- Edgar L. Davenport som Kerschagen.
- Stuart Holmes som Jacoby.
- Arthur Hoops som Ivan Shonbock.
- William J. Kelly som Dimitri Nekhludoff.